# Potamophila parviflora
Genre
Espèce
Potamophila parviflora est une espèce de plantes monocotylédones de la famille des Poaceae, sous-famille des Oryzoideae,  endémique d'Australie. C'est l'unique espèce du genre Potamophila (genre monotypique). Elle est très proche parente des genres africains Maltebrunia et Prosphytochloa.
Ce sont des plantes herbacées vivaces de grande taille, aquatiques ou hydrophyte s, aux inflorescences en panicules ouvertes ou contractées.
Le nom générique « Potamophila » est formé des racines grecques  « ποταμός » (potamos) qui signifie « fleuve, rivière » et  « φίλος » (philos) signifiant « ami, qui aime », en référence à l'habitat de ces plantes.

## Synonyme
Selon Catalogue of Life (31 janvier 2017) :
- Oryza parviflora (R.Br.) Baill.